# Parathyestes roseolata
Parathyestes roseolata là một loài bọ cánh cứng trong họ Cerambycidae.